# Vodní nádrž Myslivny
Vodní nádrž Myslivny se nachází v Krušných horách 4 km západně od Božího Daru. Byla postavena na říčce Černé v letech 1956 až 1958, do provozu byla uvedena v roce 1959. Je ve správě státního podniku Povodí Ohře. Pojmenována byla podle zaniklé stejnojmenné osady.

## Účel
Hlavní účel je zásobení oblasti Jáchymov – Ostrov pitnou vodou. Myslivny jsou nejvýše položenou vodárenskou nádrží v Česku. Mají stanoveno ochranné pásmo, do kterého je vstup veřejnosti zakázán. Povodí Ohře označuje Myslivny za vodárenskou nádrž nejproblematičtější z hlediska kvality vody ve své správě. Kvalitu negativně ovlivňují výluhy z Božídarského rašeliniště, které způsobují zvýšené hodnoty huminových látek, TOC, CHSK a železa. Dalším problémem jsou koliformní bakterie, pocházející ze znečištění odpadními vodami.

## Hydrologické údaje
Vodní nádrž shromažďuje vodu z povodí o rozloze 11,85 km², ve kterém je dlouhodobý roční průměr srážek 1114 milimetrů. Průměrný roční průtok je 0,29 m³/s.
| N             | 1   | 5   | 10   | 50   | 100  |
| ------------- | --- | --- | ---- | ---- | ---- |
| Průtok (m³/s) | 3,5 | 9,2 | 11,9 | 21,1 | 27,2 |

## Okolí
V blízkosti nádrže se nacházejí památky po středověkém dobývání rud: obnovený Blatenský příkop a sejpy.

## Galerie

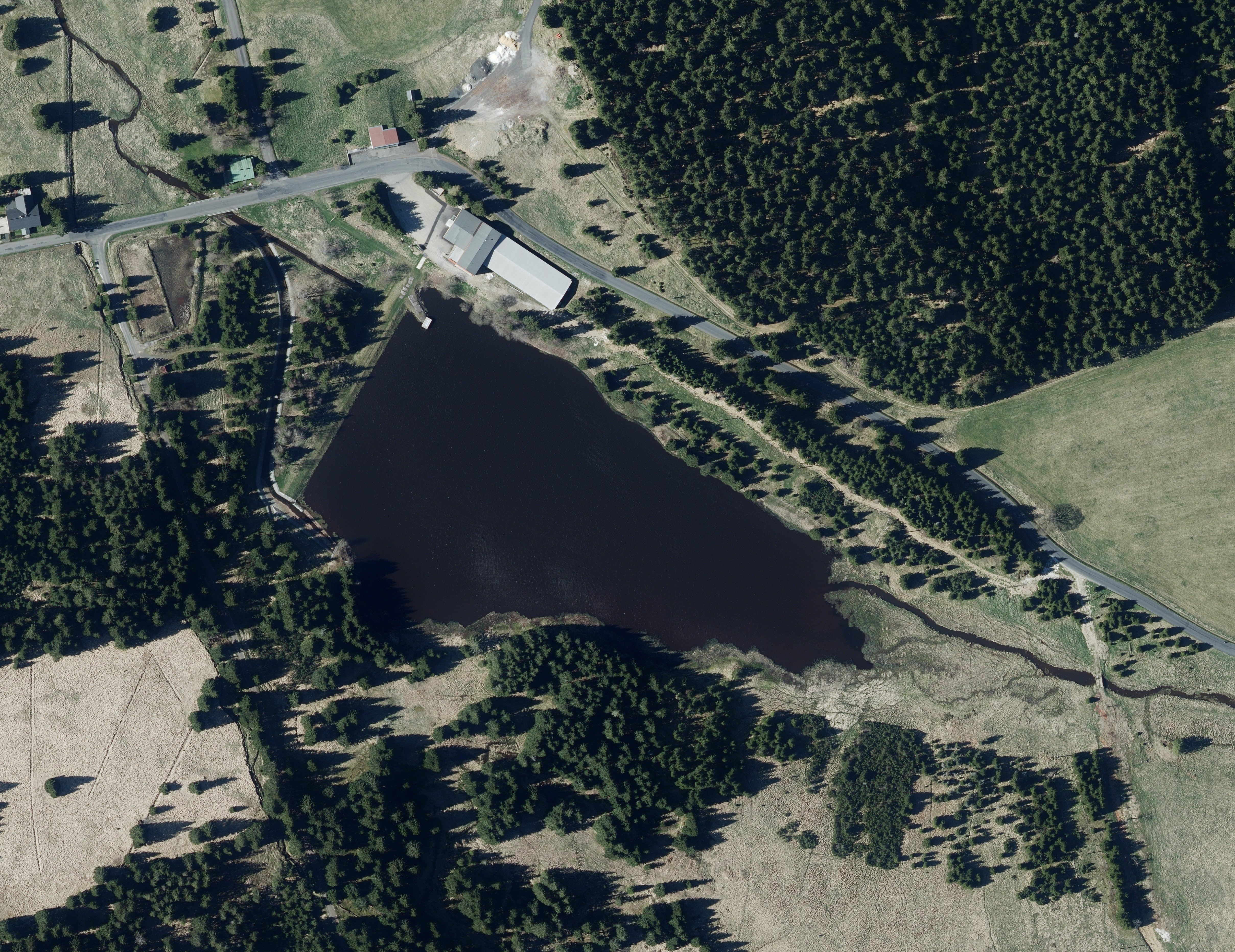
Letecký snímek
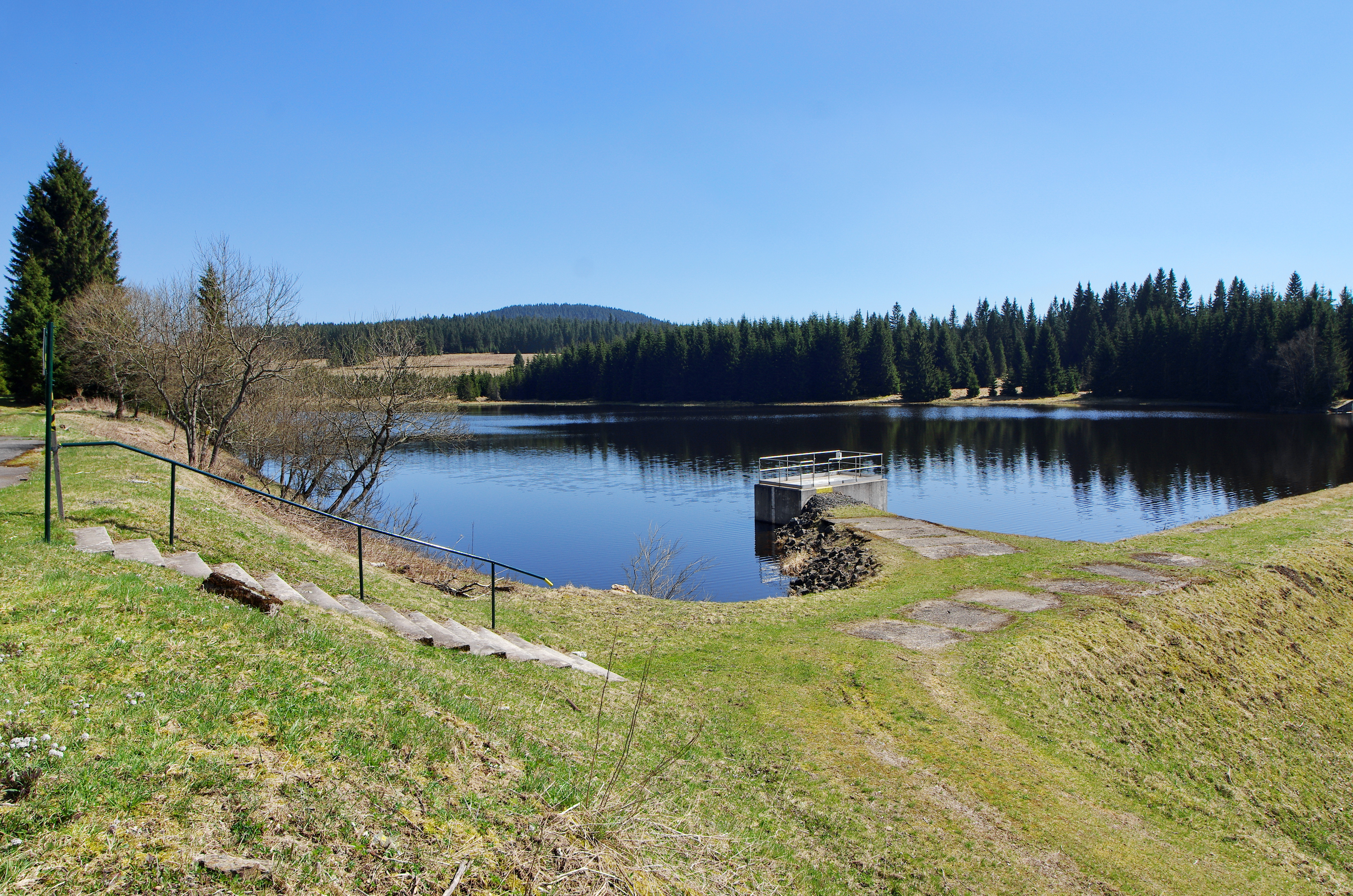
Pohled k hrázi
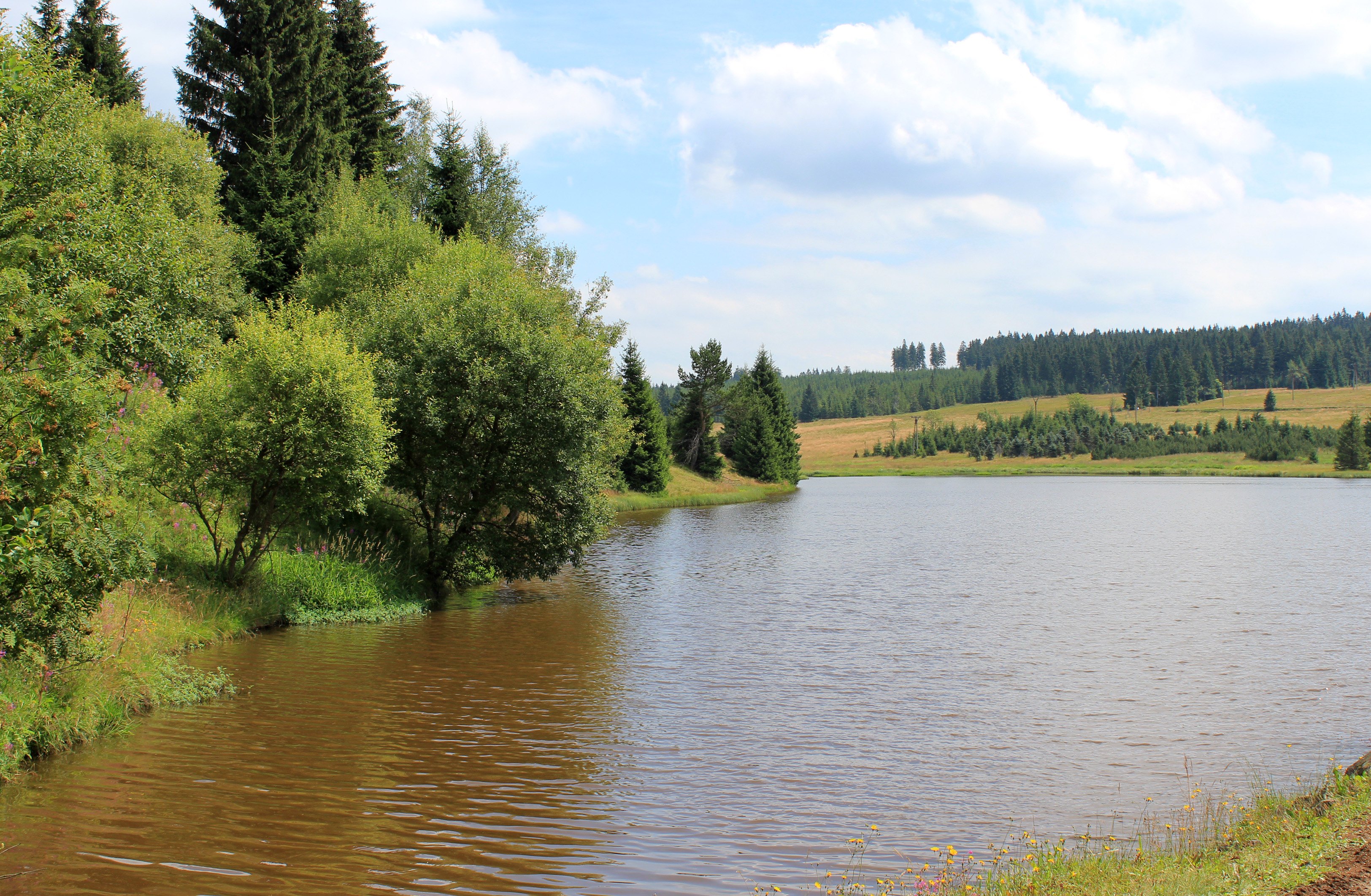
Pohled z okraje hráze
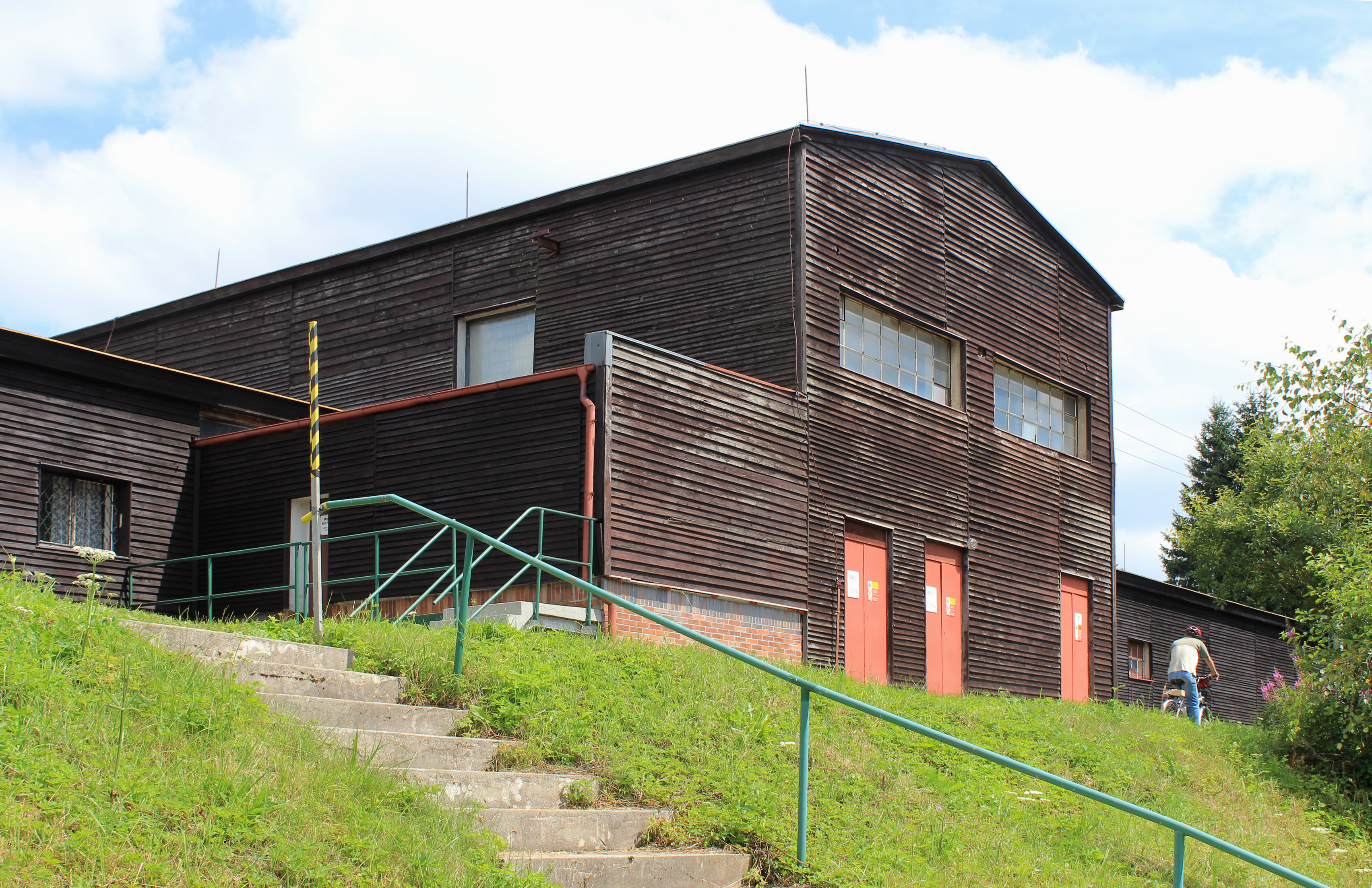
Úpravna vody
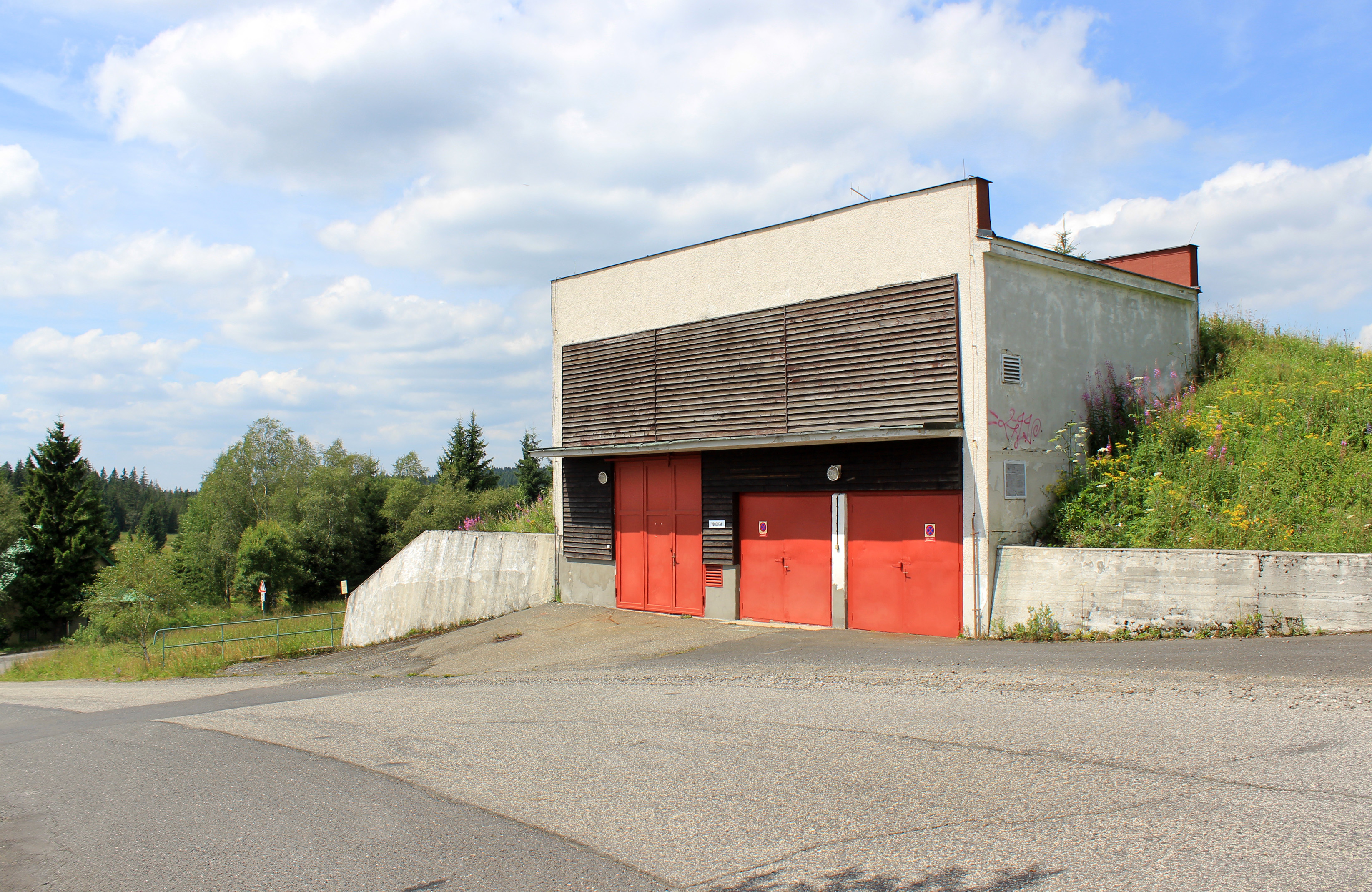
Vodojem
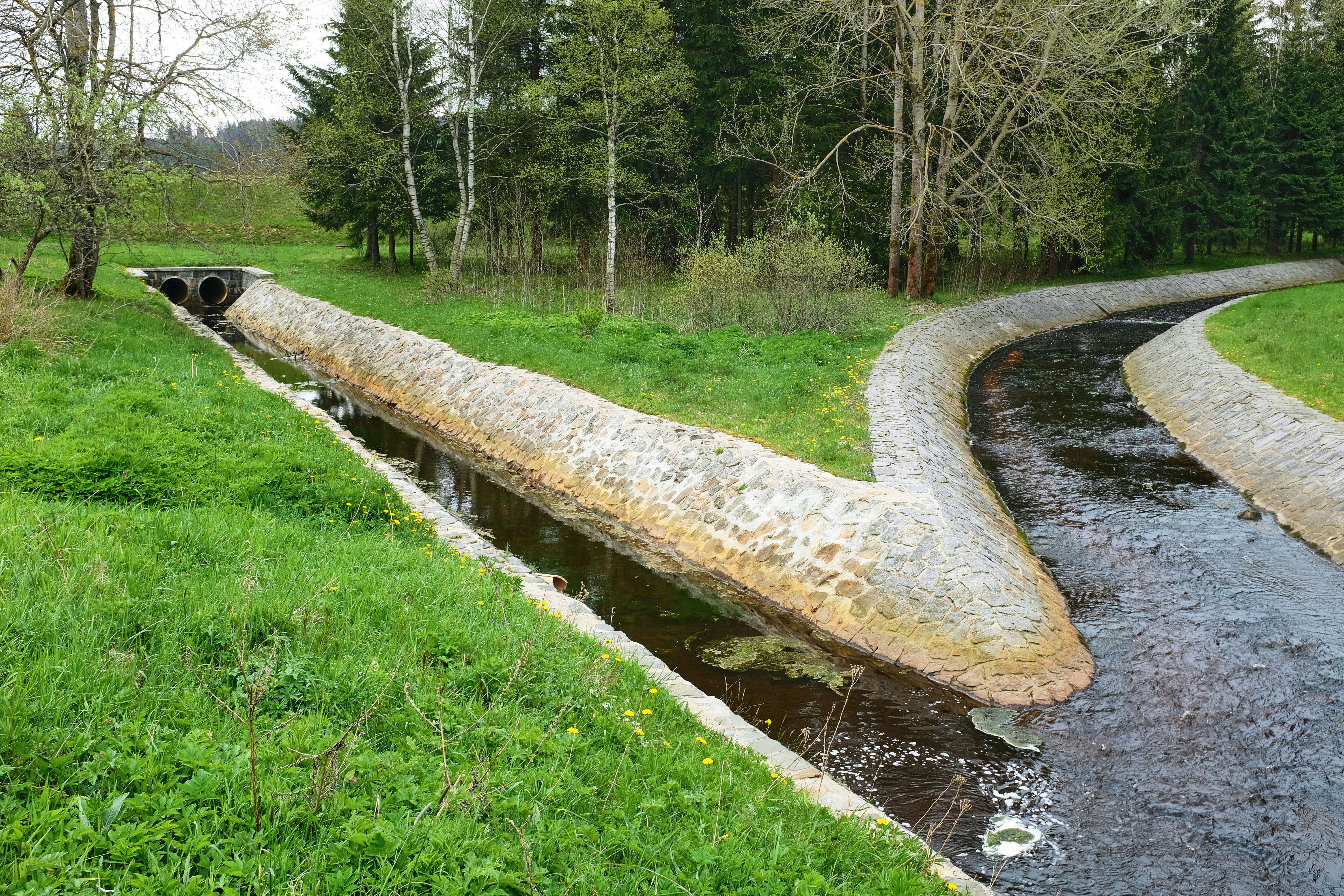
Říčka Černá na odtoku z nádrže